# Lamaronde
Lamaronde – miejscowość i gmina we Francji, w regionie Hauts-de-France, w departamencie Somma.
Według danych na rok 1990 gminę zamieszkiwało 66 osób, a gęstość zaludnienia wynosiła 26 osób/km² (wśród 2293 gmin Pikardii Lamaronde plasuje się na 931. miejscu pod względem liczby ludności, natomiast pod względem powierzchni na miejscu 1089.).